# 拉贝利耶尔 (滨海塞纳省)
拉贝利耶尔（法語：La Bellière，法語發音：[la bɛljɛʁ] ⓘ）是法国滨海塞纳省的一个市镇，属于迪耶普区。

## 地理
拉贝利耶尔（49°36'9"N, 1°35'45"E）面积4.54 平方千米，位于法国诺曼底大区滨海塞纳省，该省份为法国北部沿海省份，其西部及北部濒大西洋英吉利海峡，东起顺时针与索姆省、瓦兹省、厄尔省和卡爾瓦多斯省接壤。
与拉贝利耶尔接壤的市镇（或旧市镇、城区）包括：隆梅尼勒、波姆勒、索蒙拉波特里、福尔日莱索。

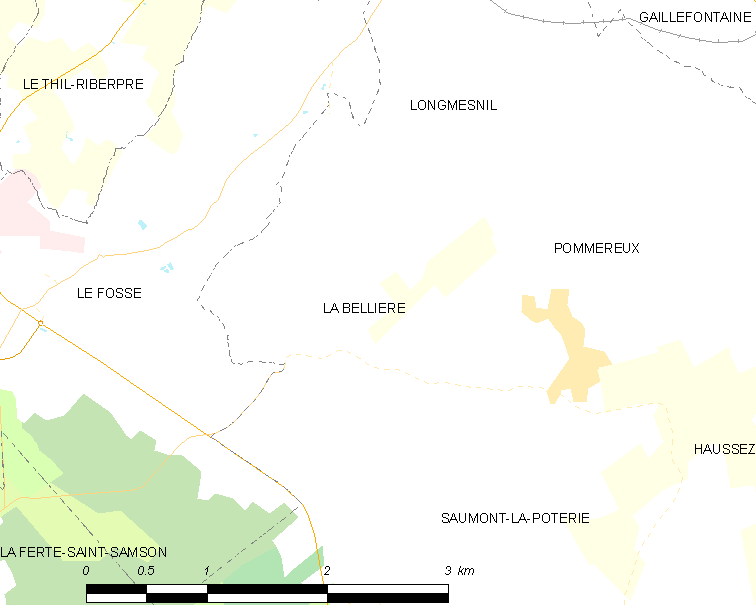
的OSM定位图

拉贝利耶尔的时区为UTC+01:00、UTC+02:00（夏令时）。

## 行政
拉贝利耶尔的邮政编码为76440，INSEE市镇编码为76074。

## 政治
拉贝利耶尔所属的省级选区为布赖地区古尔奈县。

## 人口

1962-2008年间人口变化图示

拉贝利耶尔于2022年1月1日时的人口数量为50人。